# گله‌زی
گله‌زی (به لاتین: Güləzi) یک منطقه مسکونی در جمهوری آذربایجان است که در شهرستان قوبا واقع شده‌است. گله‌زی ۱۳۷۵ نفر جمعیت دارد.

## ریشه واژه
گل یا گول یا گیل در زبان تاتی قفقاز همان گل یا سفال در زبان فارسی است و زی به‌معنی زمین، ساحل، کناره یا کرانه است و گله‌زی یعنی مکانی سفالی یا مکانی که در آن گل و سفال وجود دارد.